# 16 Fantasy
《16 Fantasy》是韓國饒舌歌手李泳知的首張迷你專輯。於2024年6月21日由Mainstream發行，並由Kakao娛樂負責分銷。在這張專輯的六首歌曲中，李泳知全程參與作詞。這張EP以雙主打曲〈Small Girl〉和〈Unknown Guy〉作為核心，其中〈Small Girl〉與專輯同步發行，〈Unknown Guy〉則於7月5日推出，作為第二波主打單曲。專輯在韓國Circle Album Chart中最高排名第21名。

## 背景
在《16 Fantasy》發行之前，李泳知於2019年以單曲《Dark Room》正式進入韓國嘻哈圈。她因參加並贏得多個嘻哈選秀節目而迅速走紅，其中包括《高等Rapper 3》以及《Show Me The Money 11》。
2024年6月10日，李泳知在社群媒體上發布了一張她身穿白色T恤並手拿氣球的照片，並首次透露專輯名稱為《16 Fantasy》。她還在貼文中寫道：「專輯6月21日就要發行了，拜託一定要聽，這是我這樣懇求的理由。」此外，她還確認專輯中將收錄她先前在粉絲見面會上演唱過的所有歌曲。
6月14日，她再度發布了一張她與歌手都敬秀（Doh Kyung-soo）坐在車後座的照片，宣布他將參與主打歌〈Small Girl〉的合唱。6月19日，李泳知預告將於6月20日在首爾的漢江Ttukseom Hangang公園舉行免費街頭公演，讓韓國粉絲有機會在專輯正式發行前搶先聆聽新曲，之後她將啟程前往台北。她同時也確認專輯將會有實體版本。當天稍晚，她還上傳了一張自己刺上專輯曲目列表的紋身照片。
6月21日，《16 Fantasy》透過多個音樂串流平台全球同步數位發行。